# Серж Ш'єза
Серж Ш'єза́ (фр. Serge Chiesa, нар. 25 грудня 1950, Касабланка) — французький футболіст, що грав на позиції півзахисника, зокрема за «Ліон», а також національну збірну Франції.
Відзначався високою технікою роботи з м'ячем, зокрема за деякими данними вважається автором «марсельської рулетки» (відомої як «фінт Зідана»).

## Клубна кар'єра
Народився 25 грудня 1950 року в Касабланці (на той час Французьке Марокко). Вихованець футбольної школи клубу «Монферран».
У дорослому футболі дебютував 1969 року виступами за команду «Ліон», в якій провів чотирнадцять сезонів, взявши участь у 475 матчах чемпіонату. Більшість часу, проведеного у складі «Ліона», був основним гравцем команди. За цей час виборов титул володаря Кубка Франції. Рекордсмен клубу за кількістю офіційних матчів в усіх турнірах (541), посідає третє місце у рейтингу найкращих бомбардирів «Ліона» усіх часів (134 голи)
Протягом 1983—1985 років грав у другому дивізіоні за «Орлеан», а завершував ігрову кар'єру у «Клермоні», за який виступав протягом 1985—1989 років, здебільшого у третій лізі.

## Виступи за збірну
1969 року дебютував в офіційних матчах у складі національної збірної Франції.
Загалом протягом кар'єри у національній команді, яка тривала 6 років, провів у її формі 12 матчів, забивши 3 голи.
| Дата       | Місто         | Господарі      | Результат | Гості    | Турнір            | Голи | Примітки |
| ---------- | ------------- | -------------- | --------- | -------- | ----------------- | ---- | -------- |
| 10-9-1969  | Осло          | Норвегія       | 1 – 3     | Франція  | Відбір до ЧС 1970 | -    |          |
| 15-10-1969 | Стокгольм     | Швеція         | 2 – 0     | Франція  | Відбір до ЧС 1970 | -    |          |
| 8-4-1970   | Руан          | Франція        | 1 – 1     | Болгарія | товариський матч  | -    |          |
| 3-5-1970   | Базель        | Швейцарія      | 2 – 1     | Франція  | товариський матч  | -    |          |
| 13-10-1972 | Париж         | Франція        | 1 – 0     | СРСР     | Відбір до ЧС 1974 | -    |          |
| 19-5-1973  | Париж         | Франція        | 1 – 1     | Ірландія | Відбір до ЧС 1974 | 1    |          |
| 26-5-1973  | Москва        | СРСР           | 2 – 0     | Франція  | Відбір до ЧС 1974 | -    |          |
| 8-9-1973   | Париж         | Франція        | 3 – 1     | Греція   | товариський матч  | 1    |          |
| 13-10-1973 | Гельзенкірхен | ФРН            | 2 – 1     | Франція  | товариський матч  | -    |          |
| 21-11-1973 | Париж         | Франція        | 3 – 0     | Данія    | товариський матч  | -    |          |
| 23-3-1974  | Париж         | Франція        | 1 – 0     | Румунія  | товариський матч  | -    |          |
| 27-4-1974  | Прага         | Чехословаччина | 3 – 3     | Франція  | товариський матч  | 1    |          |
| Усього     |               | Матчів         | 12        |          | Голів             | 3    |          |

## Титули і досягнення
- Володар Кубка Франції (1):

«Ліон»: 1972-1973